# 982 هـ
982 هـ هي سنة في التقويم الهجري امتدت مقابلةً في التقويم الميلادي بين سنتي 1574 و1575.

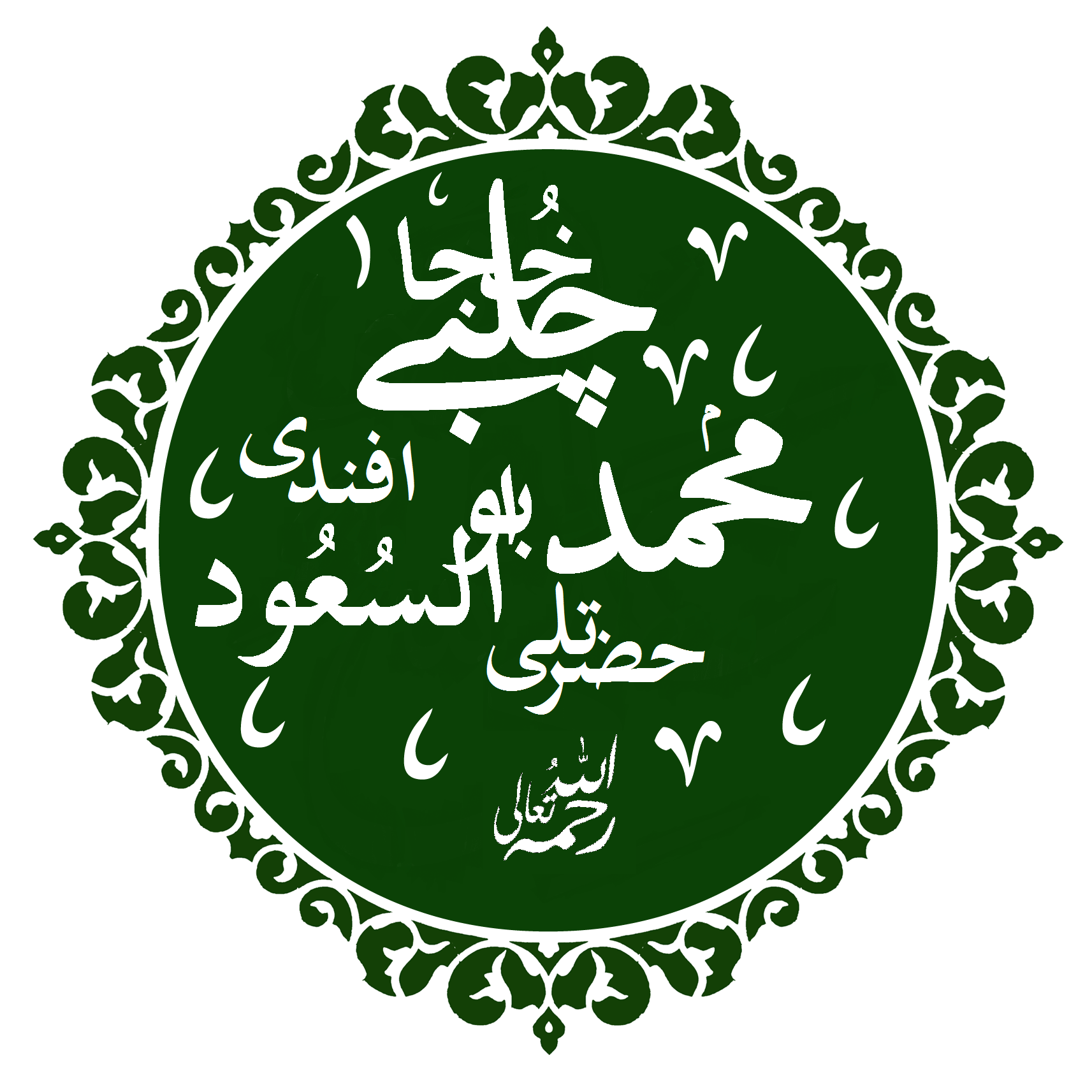
أبو السعود أفندي

## أحداث
- 6 جمادى الأولى: العثمانيون يستولون على تونس من الأسبان بعد فتحهم لقلعة حلق الواد، وقد قتل في هذا الفتح 5 آلاف جندي أسباني وإيطالي وأسر 3 آلاف، وغنم العثمانيون 225 مدفعا، ثم قام العثمانيون بتفجير القلعة حتى لا يعود الأسبان إلى تونس مرة أخرى.

## وفيات
- أبو السعود أفندي
- سليم الثاني
- عبد القادر الفاكهي